# Raitenbucher Forst

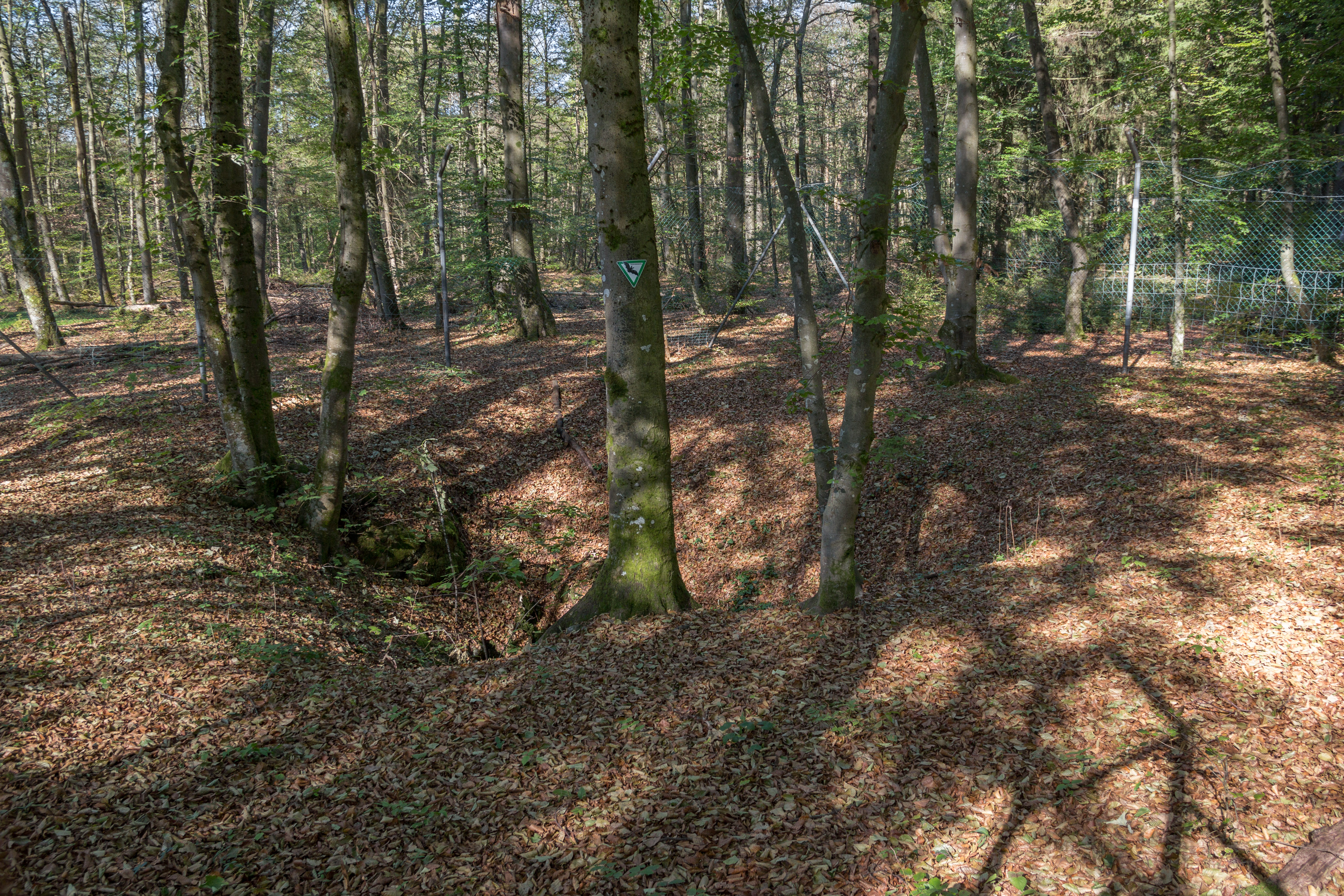
Raitenbucher Forst in der Umgebung des Hohllochs

Der Raitenbucher Forst ist ein zusammenhängendes Waldgebiet südlich des namensgebenden Ortes Raitenbuch, einer Gemeinde im mittelfränkischen Landkreis Weißenburg-Gunzenhausen in Bayern. Ab 2016 entsteht im Raitenbucher Forst Bayerns größter Waldwindpark.

## Gemeindefreies Gebiet
Ein kleinerer Teil des Forstes am westlichen Rand war bis zur Gemeindegebietsreform in Bayern ein Gemeindefreies Gebiet mit einer Fläche von 208,79 Hektar. Dieses wurde am 1. Januar 1971 aufgelöst und auf die Gemeinden Raitenbuch (Gemarkung Raitenbucher Forst, 115 Hektar) und Burgsalach (Gemarkung Burgsalach, 94 Hektar) aufgeteilt.
Der gesamte Raitenbucher Forst hat eine viel größere Fläche, mehr als 1800 Hektar, größtenteils in der Gemarkung (etwa frühere Abgrenzung der Gemeinde) Raitenbuch.

## Geographie
Er befindet sich im äußersten Osten des Landkreises Weißenburg-Gunzenhausen. Die Grenze zum oberbayerischen Landkreis Eichstätt führt durch den Wald. Der Raitenbucher Forst liegt inmitten der Weißenburger Alb, einem Höhenzug der Fränkischen Alb. Höchste Erhebung des Waldes ist der Hohlbügel. Im Osten geht der Wald in den Wolkerszeller Forst, im Norden in den Wildhau, im Westen in den Weißenburger Stadtwald über. Im Süden liegt der Schernfelder Forst. Im Südwesten liegen Laubenthal und Rothenstein, im Norden Raitenbuch und Sankt Egidi.

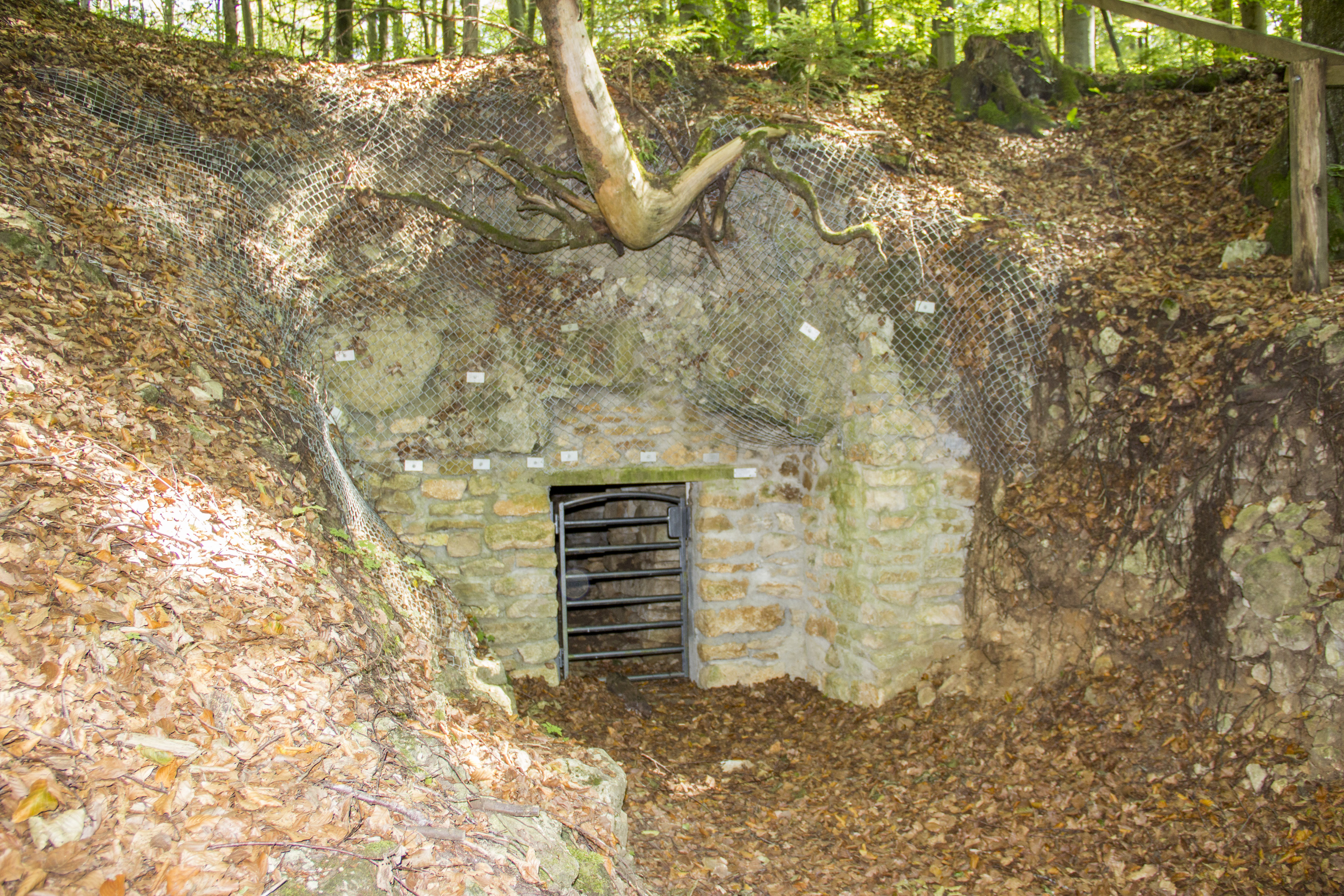
Verschlossener Stolleneingang Grubschwart

Der Ort wird von einigen Flurwegen und Wanderwegen durchzogen. Südwestlich führt die Bundesstraße 13 vorbei. Durch den Wald führten eine Römerstraße und der Obergermanisch-Raetische Limes. Der Wald liegt inmitten des Naturparks Altmühltal in einem Landschaftsschutzgebiet, einige Fauna-Flora-Habitate und Geotope liegen im Waldgebiet. Im Wald finden sich mehrere Höhlen und das aufgelassene Eisenerz-Grubengebiet der Grubschwart. Der zugehörige Montanlehrpfad entstand nach der Idee und Initiative von Arthur Rosenbauer. Im Raitenbucher Forst befinden sich mehrere als Bodendenkmal ausgewiesene Grabhügel verschiedener Epochen.

## Hohlloch

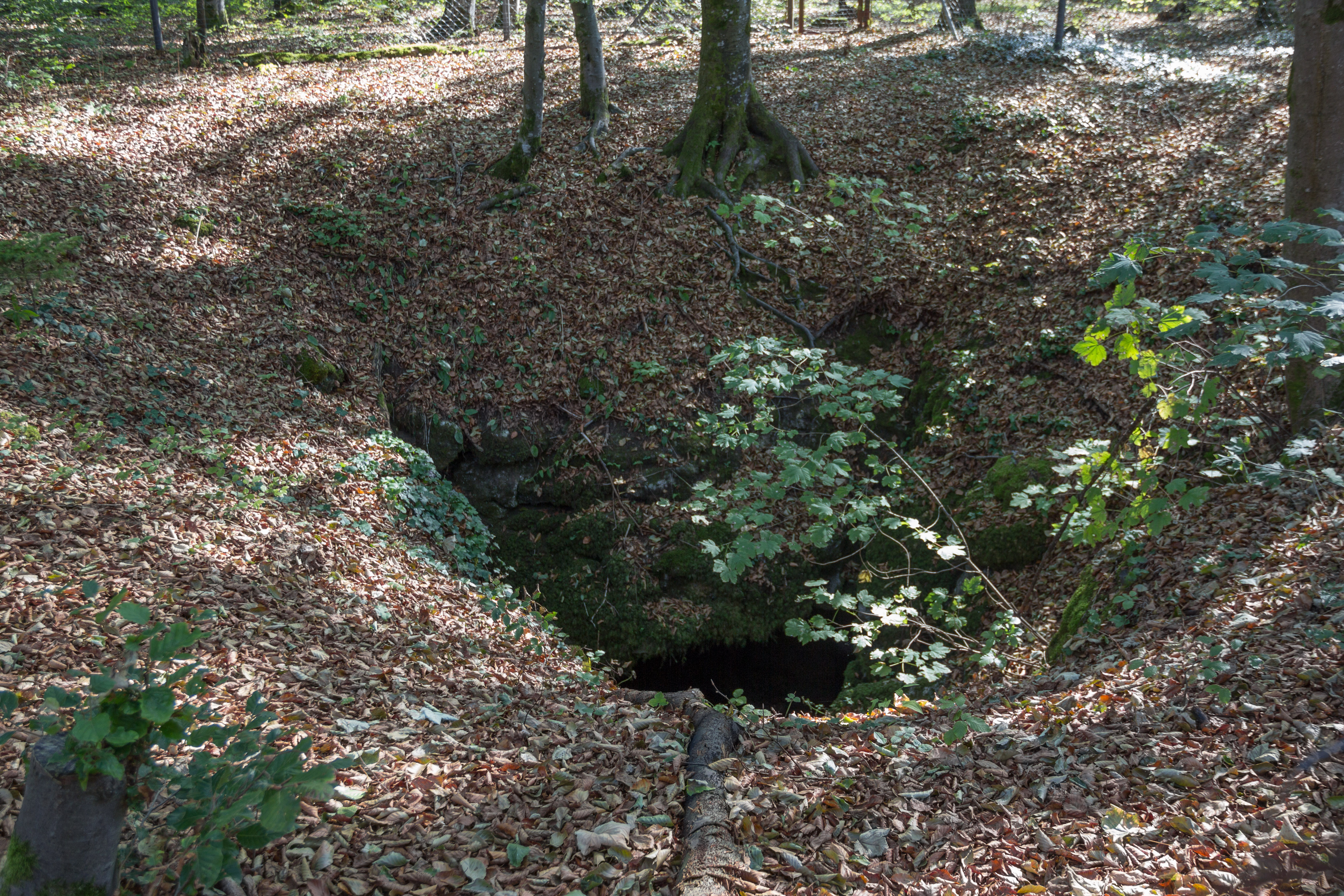
Doline, Eingang zum Hohlloch

Im Raitenbucher Forst befindet sich die Karsthöhle Hohlloch. Der Eingang zu der geräumigen Höhle ist eine Einbruchdoline. Die erste bekannte Höhlenbeschreibung stammt aus dem Jahr 1707. Das Hohlloch ist eines der bedeutendsten Fledermausquartieren in Nordbayern. Die Höhle ist vom Bayerischen Landesamt für Umwelt (LfU) als Geotop (577H001), als Naturdenkmal und Bodendenkmal (D-5-7032-0059) ausgewiesen. Im Höhlenkataster Fränkische Alb wird sie als K5 geführt. Wegen der Unfallgefahr und zum Schutz der dort heimischen Fledermäuse ist das Naturdenkmal eingezäunt und kann nicht betreten werden.